# Marko Kolenc
Marko Kolenc, slovenski zdravnik ginekolog in porodničar, * 8. december 1922, Dravograd, † 12. avgust 2008, Ljubljana.

## Življenjepis
Kolenc je leta 1950 diplomiral na Medicinski fakulteti v Ljubljani ter se zaposlil na Ginekološki kliniki v Ljubljani. Leta 1955 je prevzel vodenje porodniško-ginekološke službe v Kopru, postal 1967 primarij ter 1984 izredni profesor na MF v Ljubljani.